# Xylophanes isaon
Espèce
Xylophanes isaon est une espèce de lépidoptères de la famille des Sphingidae, de la sous-famille des Macroglossinae, tribu des Macroglossini, sous-tribu des Choerocampina, et du genre Xylophanes.

## Description
Le thorax présente un large bande médiane grise qui élargit vers l'arrière et se poursuit sur l'abdomen que deux bandes franchement séparées par une ligne marron à vert olive. Chacun d'entre eux est bordée par une série de points (qui sont parfois reliés entre eux). Le tegula est vert olive avec une ligne médiane jaune bronze. La face dorsale de l'aile antérieure est de couleur chamois avec des bandes et des lignes vert olive à brune. La première à troisième lignes postmédiane commencent distinctes mais disparaissent peu à peu. La première ligne est plus lourd que les lignes deux et trois, mais la quatrième est la plus forte. Cette ligne née directement à partir de la marge intérieure au sommet. La cinquième ligne postmédiane est diffuse et est parallèle à la quatrième. Le dessus de l'aile postérieure est noire à la base. La bande médiane est large, de couleur rose-orange.

## Biologie
Les adultes volent toute l'année.
Les chenilles se nourrissent sur Psychotria panamensis, Psychotria nervosa et Pavonia guanacastensis.

## Distribution et habitat
Distribution
L'espèce est connue au sud-est du Brésil (Minas Gerais) et du Paraguay à l'Argentine.

## Systématique
L'espèce Xylophanes Boisduval a été décrite par Jean-Baptiste Alphonse Dechauffour de Boisduval en 1875 sous le nom initial de Chaerocampa isaon
La localité type est le Venezuela.

### Synonymie
- Chaerocampa isaon Boisduval, 1875 Protonyme
- Theretra olivacea Rothschild, 1894 [1]